# Baba (dopływ Sztoły)
Baba – rzeka, prawostronny dopływ Sztoły o długości 10 km. Wypływa ze źródła w Olkuszu, do Sztoły uchodzi w Bukownie. 
W XIII wieku przeniesiono nad nią gród olkuski, z miejsca, gdzie obecnie znajduje się Stary Olkusz. Na skutek rabunkowej eksploatacji kopalń olkuskich w XVII wieku i drążenia nowych szybów bez należytych zabezpieczeń, a także kilkakrotnych wylewów, Baba zaczęła zalewać chodniki kopalń – odwodniono je dopiero pod koniec XIX wieku. Powojenny rozwój przemysłu w Olkuszu spowodował dalsze zaburzenia równowagi hydrologicznej, prowadząc do zaniku źródeł Baby. Obecnie przez zaprzestanie wypompowywania wody z szybów kopalni w okolicy z powrotem zaczęła płynąć w niej woda.
Obecnie, na skutek szkód górniczych, rzeka rzadko widoczna jest w swym korycie. Podczas dłuższego braku opadów w całości pochłaniana jest przez szyby kopalniane.
Głównym dopływem Baby jest Miła.